# Neodym
Neodym (Nomenklaturempfehlung war zeitweise Neodymium) ist ein chemisches Element mit dem Elementsymbol Nd und der Ordnungszahl 60. Im Periodensystem steht es in der Gruppe der Lanthanoide und zählt damit auch zu den Metallen der Seltenen Erden. Die Elementbezeichnung leitet sich von den griechischen Worten νέος neos ‚neu‘ und δίδυμος didymos ‚Zwilling‘ (als Zwilling von Lanthan) ab. Das Metall wird in Form der Legierung Neodym-Eisen-Bor für starke Permanentmagnete verwendet.

## Geschichte

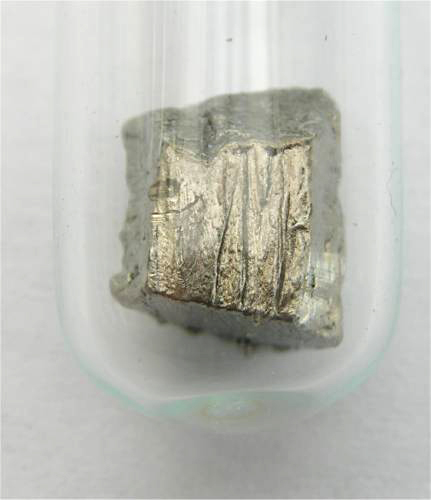
Neodym

1841 extrahierte Carl Gustav Mosander die Seltene Erde Didym aus Ceriterde. 1874 bemerkte Per Teodor Cleve, dass es sich bei Didym eigentlich um zwei Elemente handelte. Im Jahr 1879 isolierte Lecoq de Boisbaudran Samarium aus Didym, das er aus dem Mineral Samarskit gewann. 1885 gelang es Carl Auer von Welsbach, Didym in Praseodym und Neodym zu trennen, die Salze unterschiedlicher Farbe bilden. Reines metallisches Neodym wurde erst 1925 dargestellt.

## Vorkommen
Neodym kommt in der Natur nicht elementar vor, sondern nur in chemischen Verbindungen. Meist ist es in Mineralien vergesellschaftet mit anderen Lanthanoiden, als Beispiele:
- Monazit (Ce,La,Th,Nd,Y)PO4
- Bastnäsit ((Ce,La,Th,Nd,Y)(CO3)F)

Der wichtigste Lieferant mit 91 % der Weltproduktion ist China. Das führt dort zu erheblichen Umweltproblemen. „Bei der Trennung des Neodyms vom geförderten Gestein entstehen giftige Abfallprodukte, außerdem wird radioaktives Uran und Thorium beim Abbauprozess freigesetzt. Diese Stoffe gelangen zumindest teilweise in das Grundwasser, kontaminieren so Fauna und Flora erheblich und werden für den Menschen als gesundheitsschädlich eingestuft“. Weitere wirtschaftlich verwertbare Vorkommen finden sich in Australien, hier vor allem im Northern Territory, das von Arafura Resources ausgebeutet wird.

## Gewinnung und Herstellung
Wie bei allen Lanthanoiden werden zuerst die Erze durch Flotation angereichert, danach die Metalle in ihre Halogenide umgewandelt und durch fraktionierte Kristallisation, Ionenaustausch oder Extraktion getrennt. Im Fall von Neodym erfordert die Herstellung jedoch besonders komplexe Extraktions- und Reinigungstechniken. Es wird typischerweise aus Mineralien wie Basalt und Fluorkarbonaten gewonnen. Zunächst werden die Mineralien chemisch behandelt und anschließend durch Lösungsmittel-Extraktion getrennt, wobei Neodym von anderen Seltenerdelementen separiert wird. Danach erfolgt eine weitere Verfeinerung mittels Fällung und Ionenaustausch. Schließlich wird durch ein Reduktionsverfahren metallisches Neodym gewonnen.
Nach einer aufwendigen Abtrennung der Neodymbegleiter kann das Oxid mit Fluorwasserstoff zu Neodym(III)-fluorid umgesetzt und anschließend mit Calcium unter Bildung von Calciumfluorid zu Neodym reduziert werden. Calciumreste und Verunreinigungen trennt man durch Umschmelzen im Vakuum ab.
{\displaystyle \mathrm {2\ NdF_{3}\ +\ 3\ Ca\ \longrightarrow \ 2\ Nd\ +\ 3\ CaF_{2}} }
Dieses Verfahren wurde in China um 1984 durch Schmelzflusselektrolyse eines Gemisches aus Neodymfluorid, Neodymoxid und Lithiumfluorid abgelöst. Formal entspricht dieses Verfahren dem Hall-Héroult-Prozess, das elementare Neodym wird jedoch an einer senkrecht stehenden Wolfram-Kathode abgeschieden, welche von einer ringförmigen Graphit-Anode umgeben ist. Das schmelzflüssige Neodym wird in einer Molybdänwanne aufgefangen, aus der es manuell in eine Barrengussform gegossen wird. Jede solche Elektrolyse-Zelle wird als Einkammer-Elektrolysezelle betrieben. Über den tatsächlichen Betrieb der Zellen in den chinesischen Betrieben sind keine überprüfbaren Angaben bekannt.
Die chinesische Regierung hat angekündigt, schärfere Umweltauflagen einzuführen und stärker gegen illegale Minen vorzugehen. Anfang Juni 2011 scheint es zu einer ersten Umsetzung dieser Absicht gekommen zu sein. Laut Berichten der Financial Times erhält der staatseigene Produzent (Baotou Steel Rare Earth) das Monopol für den Abbau und die Aufbereitung der Seltenen Erden. 35 lizenzierte Betriebe werden geschlossen und entschädigt, neun weitere nicht lizenzierte Betriebe sollen geschlossen und nicht entschädigt werden. In den USA wird derzeit (Stand: 2014) das Bergwerk Mountain Pass in Kalifornien und in Australien das Bergwerk Mount Weld reaktiviert. Beiden Minen werden vom Öko-Institut e. V. akzeptable Umweltschutzsysteme bescheinigt. Allerdings gibt es auch Vorhaben zum kombinierten Abbau Seltener Erden in Grönland, bei denen die giftigen Rückstände in Seen verklappt werden sollen.
Die Jahresproduktion wurde 2012 auf 21.000 t geschätzt, davon kommen 91 % aus China. Laut USGS lag der Preis für 1 kg Neodym 2001 unter 10 USD. Der Preis stieg bis 2010 auf 80 USD und erreichte 2011 den Höchststand mit 244 USD je kg. Danach ging er wieder zurück und lag 2013 bei 65 USD je kg. Im März 2022 stieg der Preis auf 380 bis 390 US-Dollar/kg. Seit August liegt der Preis bei etwas über 200 US-Dollar/kg.
Rein theoretisch kann Neodym recycelt werden, allerdings findet diese Anwendung auf dem kommerziellen Markt bisher wenig bis keine Anwendung, auch wenn Länder ohne Monopolstellung sich unabhängiger machen können. Ein solches Recycling, aus Elektroschrott etwa, fällt unter das Urban Mining.
Im Labor ist eine Reindarstellung des Metalls als Pulver möglich.

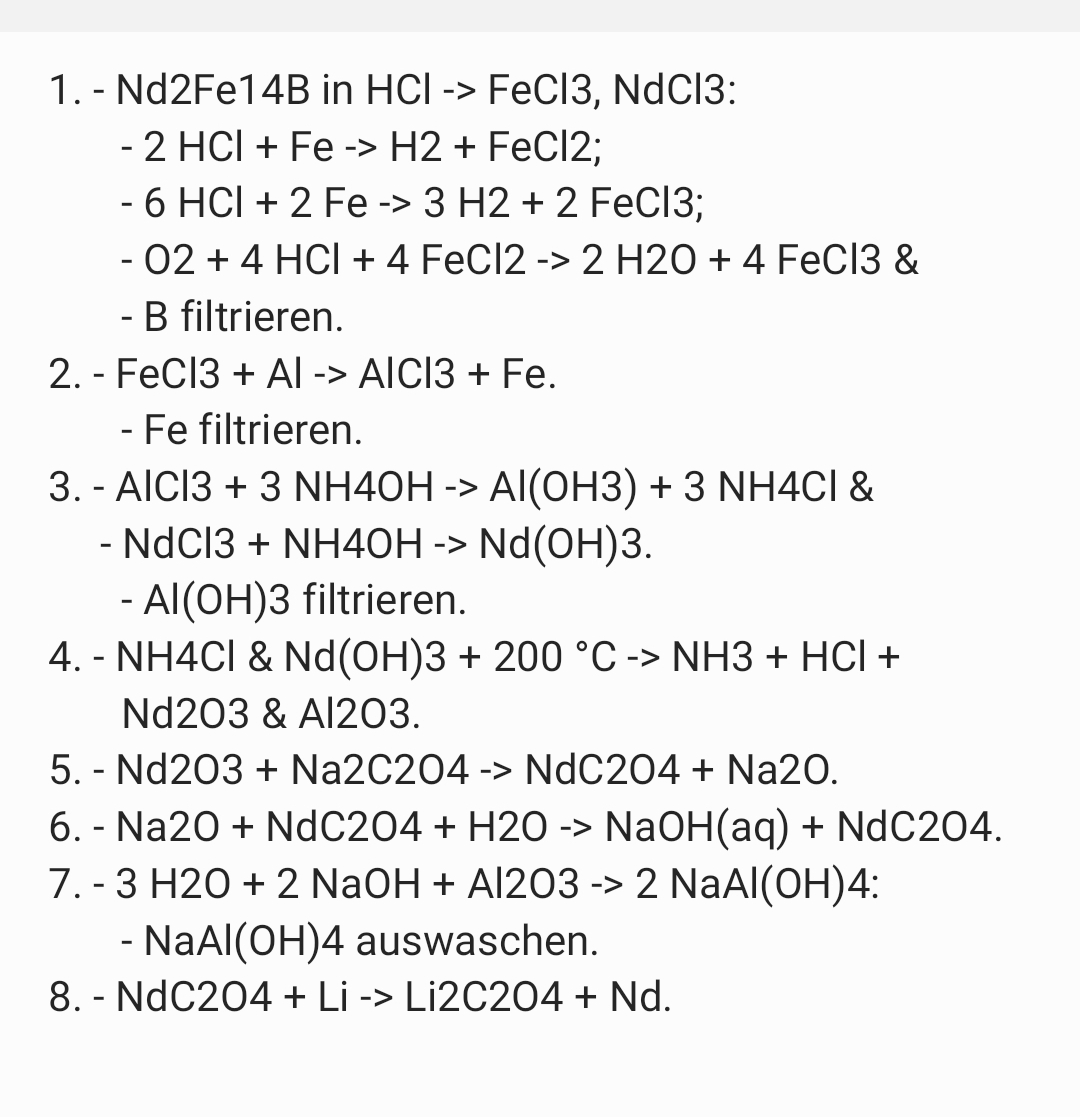
Möglicher Weg, um Neodym aus Neodym-Eisen-Bor-Magnete darzustellen/zu isolieren …
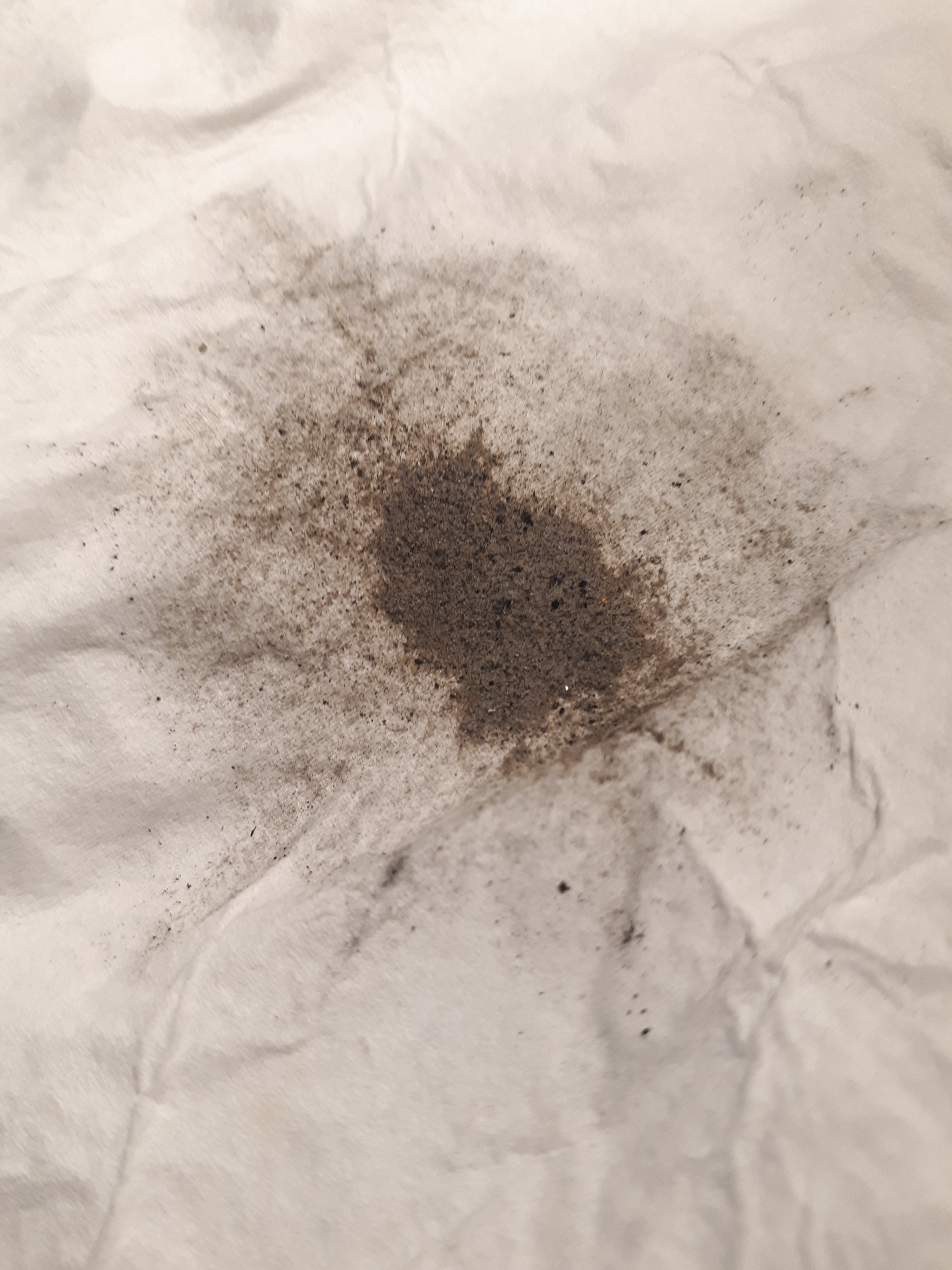
… und das hier entstandene Produkt – Neodym-Metall-Pulver
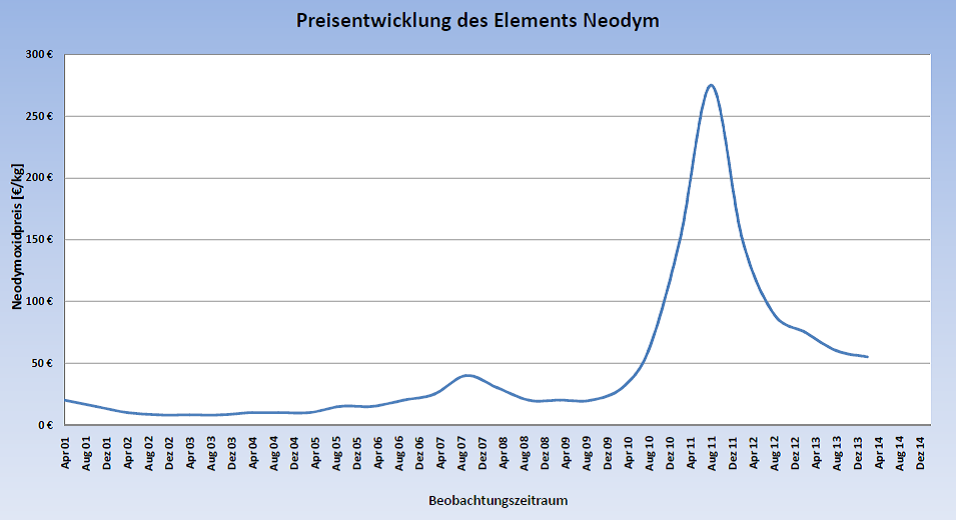
Preisentwicklung Neodym-Oxid (Quelle: Sachwerte Einkaufsgemeinschaft, Stand 10. März 2014)

## Eigenschaften

Neodyms Kristallstruktur

### Physikalische Eigenschaften
Das silbrigweiß glänzende Metall gehört zu den Lanthanoiden und Metallen der Seltenen Erden. Es ist an der Luft etwas korrosionsbeständiger als Europium, Lanthan, Cer oder Praseodym, bildet aber leicht eine rosaviolette Oxidschicht aus, welche an der Luft abblättern kann.

### Chemische Eigenschaften
Bei hohen Temperaturen verbrennt Neodym zum Sesquioxid Nd2O3. Mit Wasser reagiert es unter Bildung von Wasserstoff zum Neodymhydroxid Nd(OH)3. Mit Wasserstoff setzt es sich zum Hydrid NdH2 um. Neben der Hauptwertigkeit/Oxidationszahl +3 kommen unter besonderen Bedingungen auch die Oxidationszahlen +2 und +4 vor.

## Isotope
Es gibt fünf stabile Neodymisotope: Nd‑142, ‑143, ‑145, ‑146 und ‑148. Das Isotop 144Nd ist der leichteste Alphastrahler (abgesehen von einigen Kernen mit extremem Protonenüberschuss) und zerfällt mit der extrem langen Halbwertszeit von 2.29e15 Jahren zu 140Ce, einem Nuklid mit der „magischen“ Neutronenzahl 82. Noch größer ist mit 1.1e19 Jahren die Halbwertszeit von 150Nd, das durch doppelten Betazerfall zu 150Sm wird.

## Verwendung
- Neodym-Eisen-Borverbindungen zur Herstellung stärkster Magnete. Sie werden genutzt für Kernspintomographen, Mikromotoren und Festplatten (Positionierung der Schreib-/Leseköpfe), Dauermagnet-Rotoren (z. B. Schritt- und Servomotoren), effiziente permanenterregte Synchronmaschinen z. B. in einigen Windkraftanlagentypen[22] (rund einem Sechstel[18]), zum Antrieb von Elektro- und Hybridfahrzeugen sowie als Modellbau-Antriebe, Linearmotoren für Positionierachsen (z. B. CNC-Maschinen), hochwertige Lautsprecher und Kopfhörer. Gegenüber den Samarium-Cobalt-Magneten sind sie stärker und wesentlich preiswerter, aber auch wesentlich empfindlicher gegen Hitze. Für heutige Windenergieanlagen mit permanenterregten Generatoren wird ein mittlerer spezifischer Bedarf von Neodym in Höhe von 201,5 kg/MW bei Anlagen mit Direktantrieb (getriebelos), 49,6 kg/MW bei Anlagen mit Getrieben mittlerer Geschwindigkeit und 24,8 kg/MW bei Anlagen mit Getrieben hoher Geschwindigkeit ermittelt.[23]
- Neodymsalze zum Färben von Emaille
- Blaue Porzellanfarbe
- Neodym(III)-oxid zur Glasfärbung. Es erzeugt sehr warme violette bis weinrote und graue Töne. Solche Gläser besitzen scharfe Absorptionsbanden und werden in der Astronomie zum Kalibrieren benutzt.
- Entfärben von eisenhaltigem Glas
- UV-absorbierende Gläser (Sonnenschutzglas)
- Bestandteil des industriell weitverbreiteten Neodym-YAG-Lasers
- Neodymoxiddotiertes Bariumtitanat für Kondensator-Dielektrika
- Wegen seiner pyrophoren Eigenschaften als Legierungspartner mit Cer in Feuersteinen
- Zur Herstellung von Neodym-katalysiertem Polybutadienkautschuk (Nd-PBR)
- Neodym hat bei Temperaturen von flüssigem Helium eine ungewöhnlich hohe spezifische Wärmekapazität, weshalb es in kryogenen Kühlern nützlich ist.[24][25]
- Seit Jahren werden auf dem Markt Decken, Matten und andere Produkte mit Neodym verkauft, die aufgrund ihrer starken magnetischen Wirkung angeblich heilende Eigenschaften bei vielen Beschwerden haben. Allerdings hat diese Form der Magnettherapie keine wissenschaftliche Grundlage. In manchen Fällen kann ihre Anwendung sogar schädlich sein.[26]

## Verbindungen

### Oxide
- Neodym(III)-oxid (Nd2O3)

### Halogenide
- Neodym(II)-fluorid (NdF2)
- Neodym(II)-chlorid (NdCl2)
- Neodym(II)-bromid (NdBr2), nur wasserfrei
- Neodym(II)-iodid, (NdI2)

- Neodym(II,III)-bromid (Nd4Br9), nur wasserfrei

- Neodym(III)-fluorid (NdF3)
- Neodym(III)-chlorid (NdCl3), wasserfrei
- Neodym(III)-bromid (NdBr3), wasserfrei, zwei Modifikationen
- Neodym(III)-iodid (NdI3), wasserfrei

### Andere Verbindungen
- Neodym(III)-acetat (Nd(C2H3O2)3)
- Neodymcarbid (NdC2)
- Neodym(III)-nitrat (Nd(NO3)3 · 6 H2O)
- Neodym(III)-sulfat (Nd2(SO4)3 · 8 H2O)
- Neodym(III)-sulfid (Nd2S3)

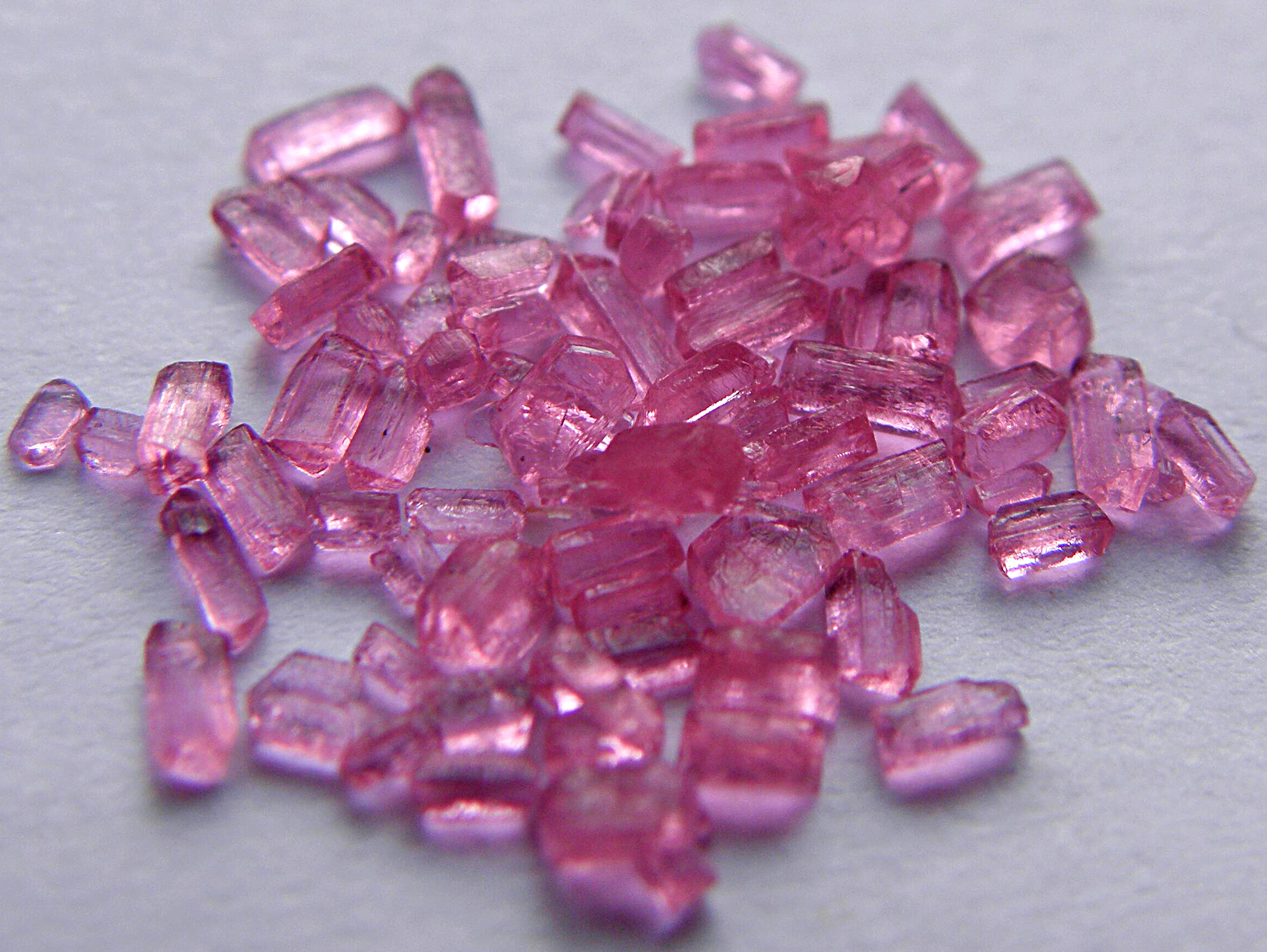
Neodym(III)-sulfat-Oktahydrat
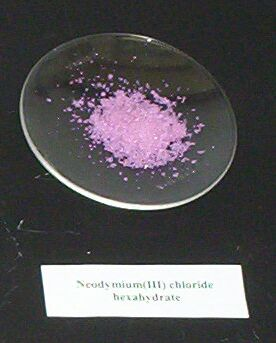
Neodym(III)-chlorid
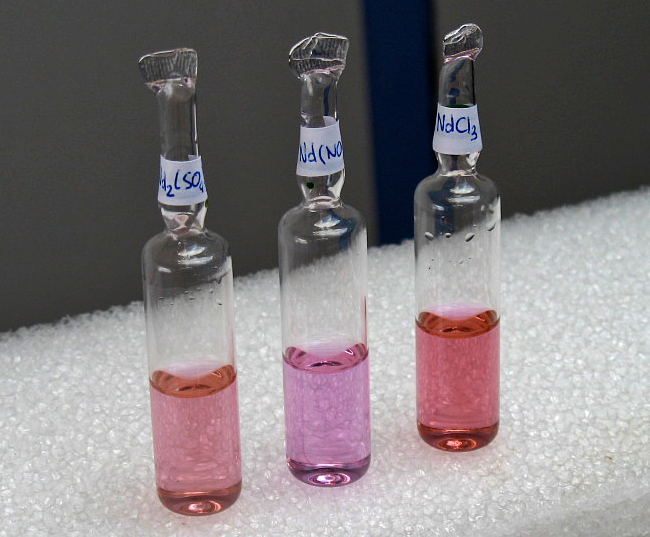
Neodym(III)-sulfat, -nitrat und -chlorid in Lösung

### Sonstige Stoffe
Neodym-Eisen-Bor (Nd2Fe14B) ist der Werkstoff, aus dem derzeit die stärksten Dauermagnete hergestellt werden können. Sie erreichen eine Remanenzflussdichte von bis zu 1,4 Tesla. Die Koerzitivfeldstärke HcJ schwankt im Bereich von 870 bis 2750 kA/m.